# Ewa Telega
Ewa Telega-Domalik, primo voto Isajewicz (ur. 31 marca 1962 w Kędzierzynie) – polska aktorka teatralna, telewizyjna i filmowa.

## Życiorys
Jest absolwentką Państwowej Szkoły Baletowej w Bytomiu (1981) oraz Państwowej Wyższej Szkoły Filmowej, Telewizyjnej i Teatralnej im. Leona Schillera w Łodzi (1985).
Pierwszym mężem Ewy Telegi był operator filmowy Marcin Isajewicz, który zginął w wypadku samochodowym. Jest żoną reżysera Andrzeja Domalika, z którym ma córkę Zofię.

### Kariera teatralna
W sezonie 1985/1986 była aktorką łódzkiego Teatru imienia Stefana Jaracza. Od 1986 roku – przez 27 lat – należała do zespołu Teatru Dramatycznego w Warszawie. Od sezonu 2013/2014 jest aktorką Teatru Ateneum.
W warszawskim Teatrze Dramatycznym oraz w Teatrze Telewizji wystąpiła w licznych spektaklach, będących adaptacjami dzieł m.in. Antona Czechowa, Nikołaja Gogola, Iwana Turgieniewa, czy Fiodora Dostojewskiego, dzięki czemu jest dziś przez wielu uważana za jedną ze specjalistek od ról w repertuarze opartym na XIX-wiecznej literaturze rosyjskiej.
Szereg różnych typów kobiecych stworzyła w adaptacjach największych dzieł literatury rosyjskiej. W Teatrze Telewizji zagrała m.in. w Płatonowie i Wiśniowym sadzie (według Antona Czechowa), Wiosennych wodach (według Iwana Turginiewa), Polowaniu na kaczki (według Aleksandra Wampiłowa), Płaszczu (według Nikołaja Gogola), Dzieciach słońca (według Maksima Gorkiego), czy Sonacie petersburskiej (według Idioty Fiodora Dostojewskiego). Krytyka wysoko oceniła jej Annę Kareninę w Ostatnim dniu Anny Kareniny według powieści Lwa Tołstoja.
Na deskach Teatru Dramatycznego wystąpiła m.in. w Rewizorze (jako Chorodniczyni), Obłomoffie (jako Pszenicyna), czy Scenach z życia letników (jako Warwara Michajłowna) na podstawie Letników Gorkiego.

### Kariera filmowa
W filmie zadebiutowała w 1983 w Kasztelance Marka Nowickiego. W latach 80. i w pierwszej połowie lat 90. grała role epizodyczne, m.in. w Lawie (1989) Tadeusza Konwickiego, Korczaku (1990) Andrzeja Wajdy, Wszystkim, co najważniejsze (1992) Roberta Glińskiego oraz Kolejności uczuć (1993) Radosława Piwowarskiego.
Pewnym przełomem w jej filmowej karierze było spotkanie na planie z Andrzejem Domalikiem i Martą Meszaros, w których obrazach stworzyła swoje najbardziej znane i najwyżej ocenione kreacje. Domalik, z którym współpracowała już w teatrze i Teatrze Telewizji, obsadził ją w Nocnych ptakach (1992), ale to kolejna rola – w Łóżku Wierszynina (1997) – przyniosła jej wysokie oceny krytyków oraz nagrodę specjalną na Festiwalu Filmowym w Tarnowie. W roli Maszy wykorzystała swoje doświadczenia z licznych w jej karierze, cenionych ról w sztukach Antona Czechowa na scenie teatralnej i Teatru Telewizji. U Meszaros debiutowała niewielką rolą w międzynarodowej produkcji Siódmy pokój (1995). Za następną w Córach szczęścia (1999) otrzymała nagrodę dla najlepszej aktorki drugoplanowej na 24. Festiwalu Polskich Filmów Fabularnych w Gdyni. Później zagrała jeszcze u tej reżyser w Małej Vilmie (2000), w Niepochowanym (2002), opowieści o ostatnich latach życia Imre Nagya (w tej roli Jan Nowicki) i w Aurora Borealis (2017). Zagrała również dużą rolę u Volkera Schlöndorffa, w filmie Strajk.
Jej role filmowe charakteryzuje szeroka rozpiętość emploi – między prostytutkami z temperamentem a wytwornymi, nadwrażliwymi damami. Grywa w repertuarze komediowym, dramatycznym oraz gościnnie w serialach.

## Filmografia
- 2022: Miłość na pierwszą stronę
- 2019: Komisarz Alex jako matka "Małolata" (odc. 156)
- 2019: Ojciec Mateusz jako Wanda Lisowska (odc. 289)
- 2018: Druga szansa jako adwokatka Marka (odc. 61, 62)
- 2018: Ojciec Mateusz jako Teresa Goryczko, matka Tomka (odc. 260)
- 2018: Przyjaciółki jako doktor Weronika Matuśkiewicz, biologiczna matka Anki
- 2017: Aurora Borealis jako siostra Beata
- 2017: O mnie się nie martw jako Anna Zarzycka, matka Joanny (odc. 88–90)
- 2016: Ojciec Mateusz jako Krystyna Sobota (odc. 193)
- 2015–2016: Singielka jako Hanna Sułkowska, matka Roberta
- 2015: Komisarz Alex jako Natalia Brok, siostra Zarskiego (odc. 89)
- 2015: Mąż czy nie mąż jako Misia
- 2014: Lekarze jako Lidia Lipko, matka Małgorzaty (odc. 65)
- 2014: Barwy szczęścia jako Wiktoria, matka Adama (odc. 1229)
- 2014: Mur jako matka Agaty
- 2013: Hotel 52 jako Zofia Puciło, matka Jacka (odc. 89)
- 2012: Reguły gry jako Karina, matka Adama
- 2011: Rezydencja jako Janina Borowiec, siostra Jana Podhoreckiego
- 2010: Hotel 52 jako Urszula Mamińska, żona Leszka (odc. 3)
- 2009: Czas honoru jako pułkownikowa Domańska, gospodyni Władka
- 2008: Glina jako Krystyna, była żona Gajewskiego (odc. 24)
- 2008: Lejdis jako doktor Lewińska
- 2008–2010: Plebania serial tv jako Teresa Kurkowa, matka Damiana
- 2007: Fala zbrodni jako Krystyna, żona Sieradzkiego
- 2006: Strajk jako Mirka
- 2005: Tango z aniołem (serial tv) jako redaktor Agnieszka Szymańska
- 2005: Pensjonat pod Różą (serial tv, odc. 58 i 59) jako Lucyna Wasiak
- 2004–2005: Bulionerzy jako Anna Boryka, przedstawicielka "Bulionów Polskich" (odc. 2, 10, 17, 33)
- 2004: Niepochowany jako Katarina, agentka rumuńskich służb specjalnych
- 2004: Oficer jako członek komisji lekarskiej w szpitalu psychiatrycznym (odc. 12)
- 2003: Persona non grata jako siostra Heleny
- 2003: Magiczne drzewo jako mama Adama
- 2003: Glina (serial tv, odc. 1 i 4) jako Krystyna, była żona Gajewskiego
- 2000: Mała Vilma jako Hilda Tirschler
- 2000: Miodowe lata (serial tv, odc. 44) jako doktor Bielecka, grafolog
- 2000: Na dobre i na złe (serial tv, odc. 15, 31-35 i 41-42) jako Ewa Wojdak, znajoma Elżbiety Walickiej
- 1999: Moja Angelika jako prostytutka Kalina
- 1999: Córy szczęścia jako Wiera, przyjaciółka Nataszy
- 1999: Rodzina zastępcza (serial tv, odc. 14 pt. Testy parapsychologiczne) jako dr Staśkiewicz, psychoterapeuta z Centrum Pomocy Rodzinie
- 1997: Ostatni krąg jako Olga, przyjaciółka Jadwigi
- 1997: Łóżko Wierszynina jako Magda „Masza”
- 1995: Siódmy pokój jako zakonnica
- 1993: Kolejność uczuć jako aktorka Skiba
- 1992: Wszystko, co najważniejsze jako kobieta na przyjęciu u Boguckich
- 1992: Nocne ptaki (film tv) jako Faustyna
- 1991: In flagranti jako Elżbieta, żona Adama
- 1990: Zabić na końcu jako Elżbieta
- 1990: Korczak jako była wychowanka Korczaka
- 1989: Lawa. Opowieść o „Dziadach” Mickiewicza jako Dama II w Salonie Warszawskim
- 1987: Łuk Erosa jako Janina, przyjaciółka Maryśki
- 1985: Kochankowie mojej mamy jako pielęgniarka
- 1984: Miłość z listy przebojów jako Jola
- 1983: Kasztelanka (film tv) jako Mańka vel Gabrysia